# フォッサ
フォッサ(学名：Cryptoprocta ferox)は、マダガスカルマングース科フォッサ属に分類される哺乳類。本種のみでフォッサ属を構成する（単型）。

## 分布
マダガスカル

## 形態
体長61 - 80センチメートル。尾長65 - 90センチメートル。肩高37センチメートル。体重オス6 - 12キログラム、メス5 - 7キログラム。マダガスカルに分布する食肉目では最大種。体形は長い。頭部はやや短い。頭部の形状は角張る。全身は短く柔らかい体毛が密生する。背面は赤褐色や暗褐色、腹面はクリーム色。
眼は大型。眼は顔の正面に位置する。耳介は丸みを帯びる。口髭の長さは、頭長とほぼ同程度に達する。歯列が門歯が上下6本、犬歯が上下2本、小臼歯が上下6 - 8本、大臼歯が上下2本の計32 - 36本の歯を持つ。裂肉歯が発達する。四肢は短い。足裏にはほぼ体毛がなく、樹上での生活に適していると考えられている。指趾には小型の爪があり、爪を収納する鞘がないものの自由に出し入れができる。指趾には水掻きがある。胸部には臭腺が発達する。肛門周辺の臭腺（肛門腺）が発達し、肛門が隠れる。属名Cryptoproctaは古代ギリシャ語で「隠れた肛門」の意。染色体の数は42。
出産直後の幼獣は体重100 - 150グラム。体色は白や灰色。オスは陰茎骨があり、陰茎は長く亀頭表面に刺が並ぶ。乳首の数は6個で、脇の下や胸部・腹部に左右に1つずつある。陰核は大型で、陰核骨がある。子宮は左右に完全に分かれる（重複子宮）。

## 分類
古くは形態からネコ科に分類されていたこともある。

## 生態
標高2,600メートル以下の熱帯雨林やサバンナなどに生息する。一方で標高1,500メートル以上でみられることはまれとされる。樹上棲だが、地表でも活動する。夜行性だが、昼間に活動することもある。木の股で休むが、洞窟で休むこともある。単独で生活する。足裏全体を接地して移動する（蹠行性）。
キツネザル類や齧歯類・テンレック類などの哺乳類、鳥類、爬虫類、カエル、昆虫などを食べる。獲物を前肢で捕らえ、後頭部や喉に噛みついて仕留める。キツネザル類などの大型の獲物を、2頭で協力して捕らえることもある。
繁殖様式は胎生。9 - 11月に交尾を行う。妊娠期間は90日。シロアリの蟻塚などの中で出産する。1回に2頭（まれに3 - 4頭）の幼獣を産む。幼獣は生後16 - 25日で開眼する。授乳期間は約4か月。飼育下では3 - 4年で性成熟した例がある。寿命は20年。

## 人間との関係
和名や英名はマダガスカルでの呼称に由来する。
生息地では食用とされることもあり、部位によっては伝統的に薬用になると信じられている。
民家やテント・家禽小屋に侵入し、家禽を襲うこともある。
森林伐採や農地開発による生息地の破壊、狩猟、害獣としての駆除などにより生息数は減少している。1977年にワシントン条約附属書IIに掲載されている。

## 飼育施設
日本では2010年、恩賜上野動物園に初めて来園し、以降つがいで飼育展示していたが、2017年5月に雌が死去、2024年3月に雄が死亡し、国内で飼育されているフォッサはいなくなった。

## 画像

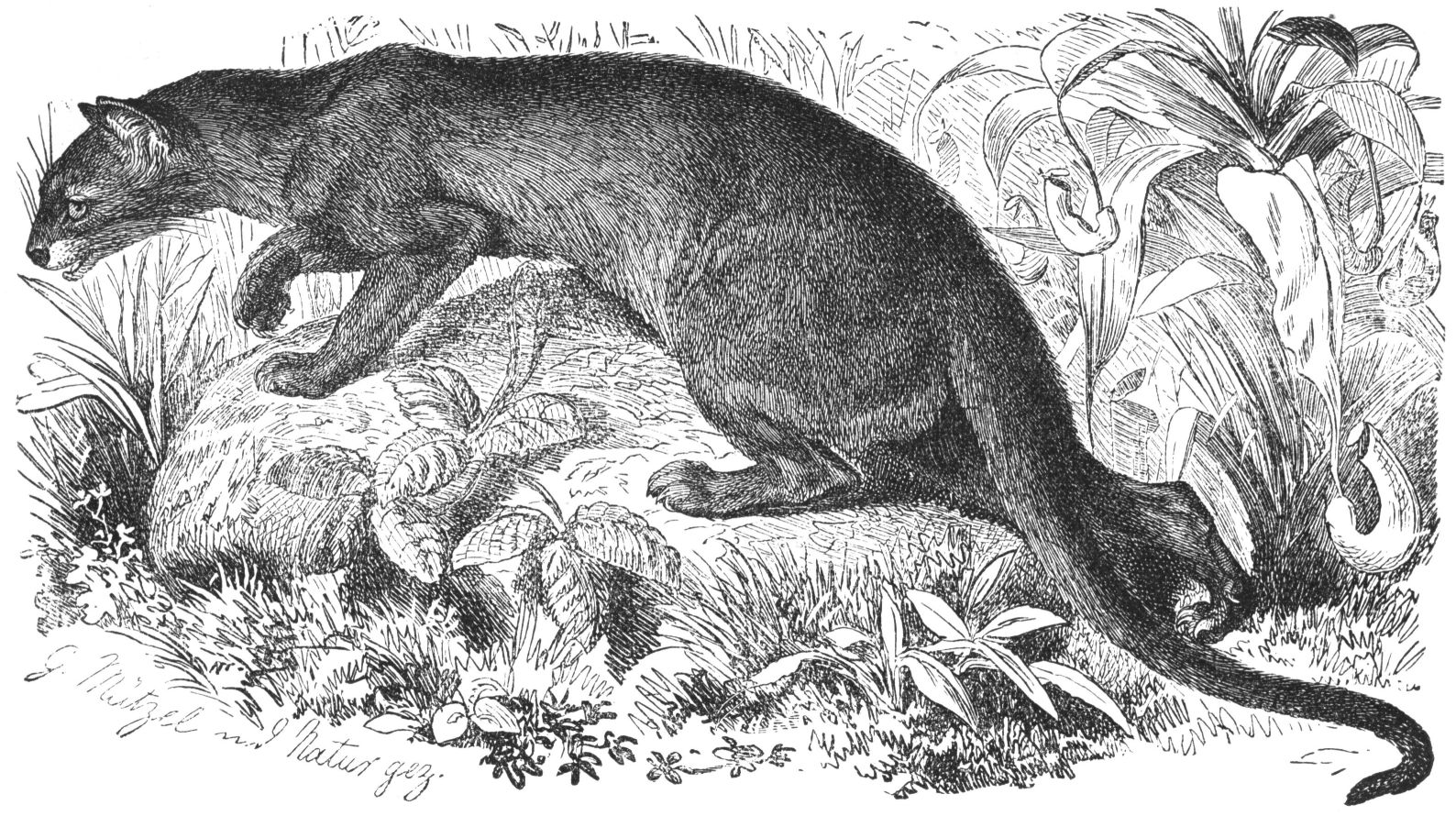
イラスト
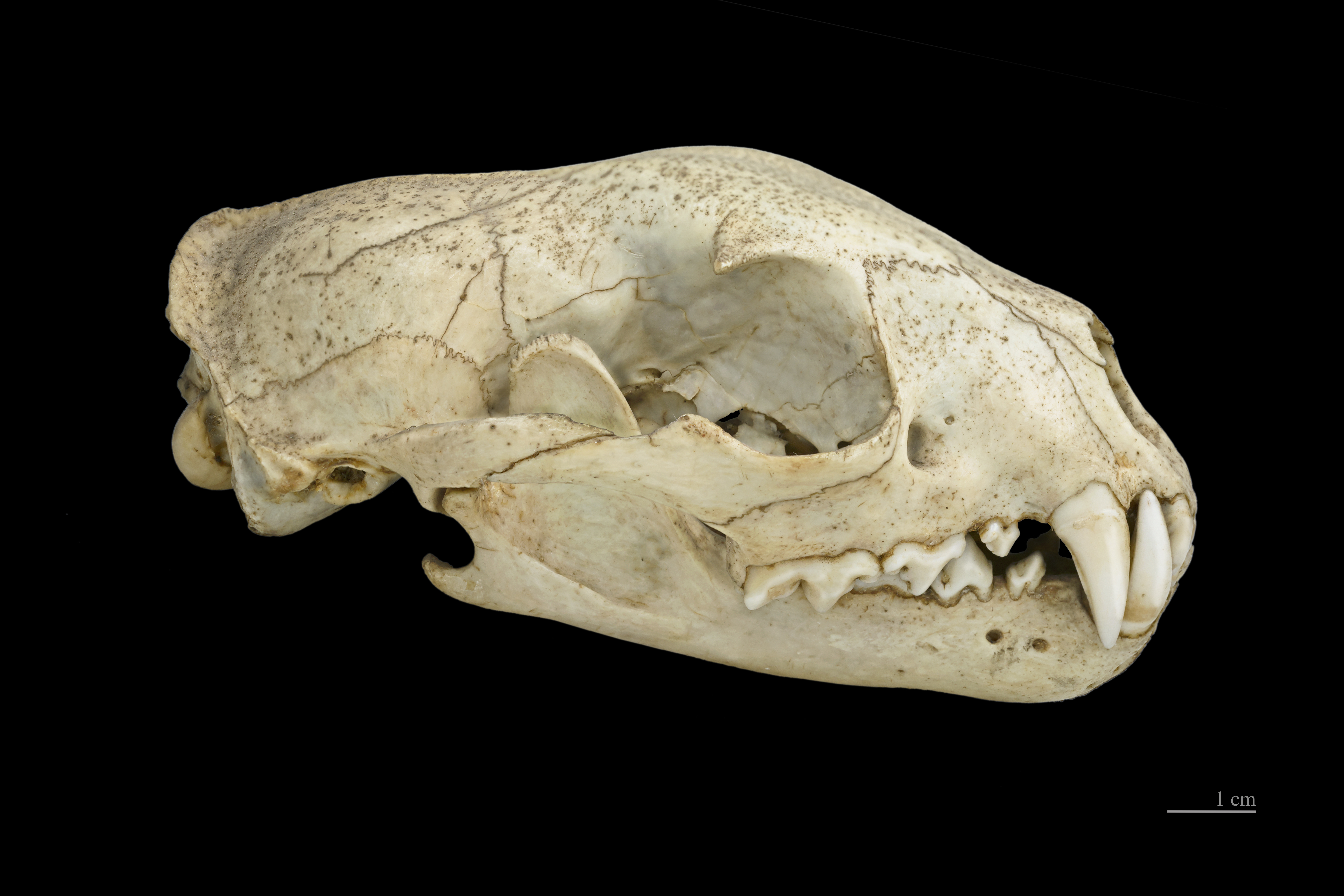
頭骨